# ارکان کاش
ارکان کاش (انگلیسی: Erkan Kaş؛ زادهٔ ۱۰ سپتامبر ۱۹۹۱) بازیکن فوتبال اهل ترکیه است.
از باشگاه‌هایی که در آن بازی کرده‌است می‌توان به باشگاه فوتبال کاردمیر قره‌بوک‌اسپور، باشگاه فوتبال سیواس‌اسپور، باشگاه فوتبال بشیکتاش، و باشگاه فوتبال چای‌کار ریزه‌اسپور اشاره کرد.
وی همچنین در تیم ملی فوتبال Turkey U19 بازی کرده‌است.